# Benson Tower
La Benson Tower est un gratte-ciel de 124 mètres de hauteur construit à Nouvelle-Orléans en Louisiane aux États-Unis en 1989.
L'immeuble a été endommagé de façon importante par l'Ouragan Katrina en 2005.
L'architecte est l'agence Hellmuth, Obata & Kassabaum